# Idra (ebraismo)

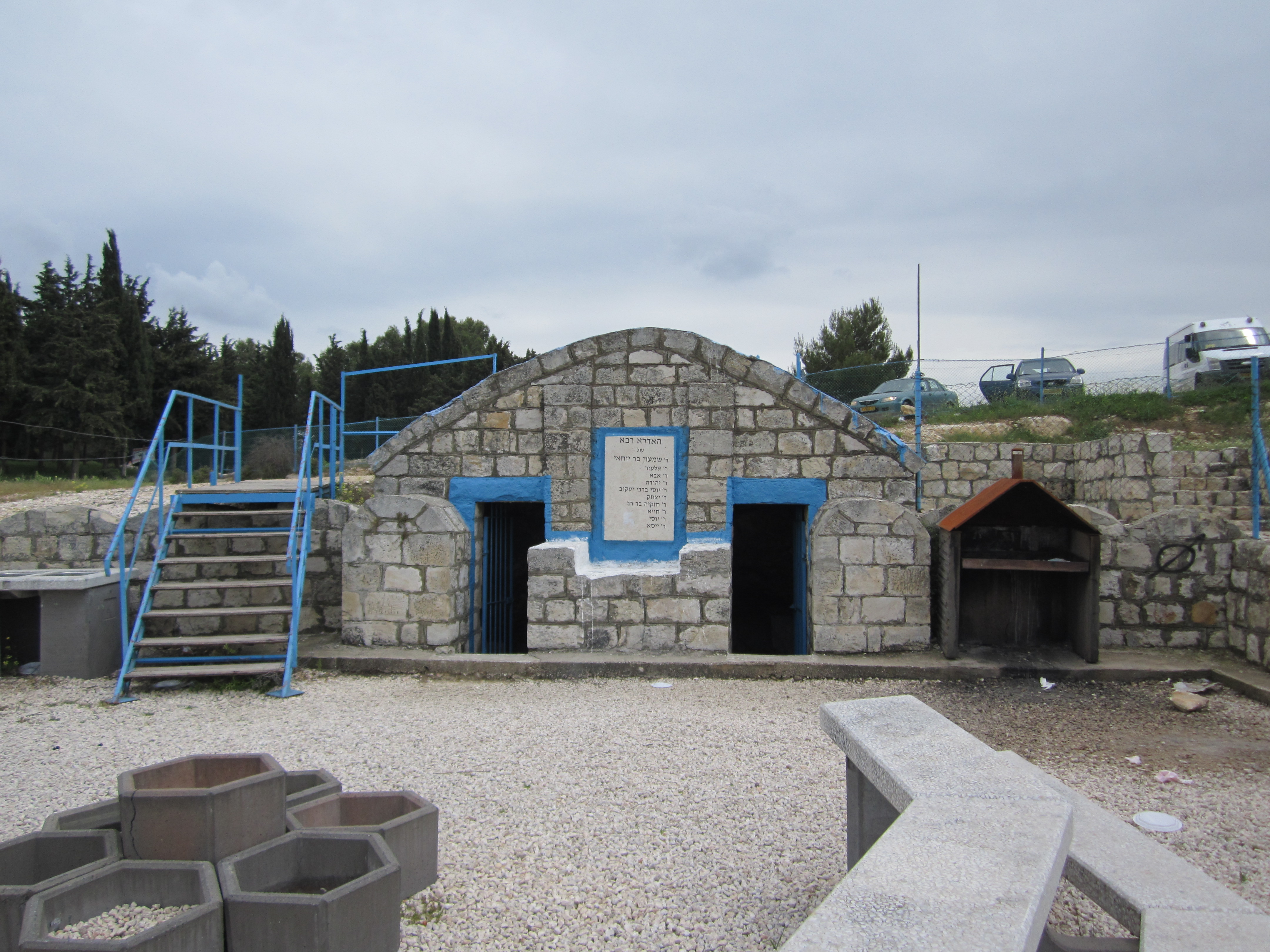
Sito tradizionale dell'Assemblea Idra Rabba, vicino a Meron (Israele)

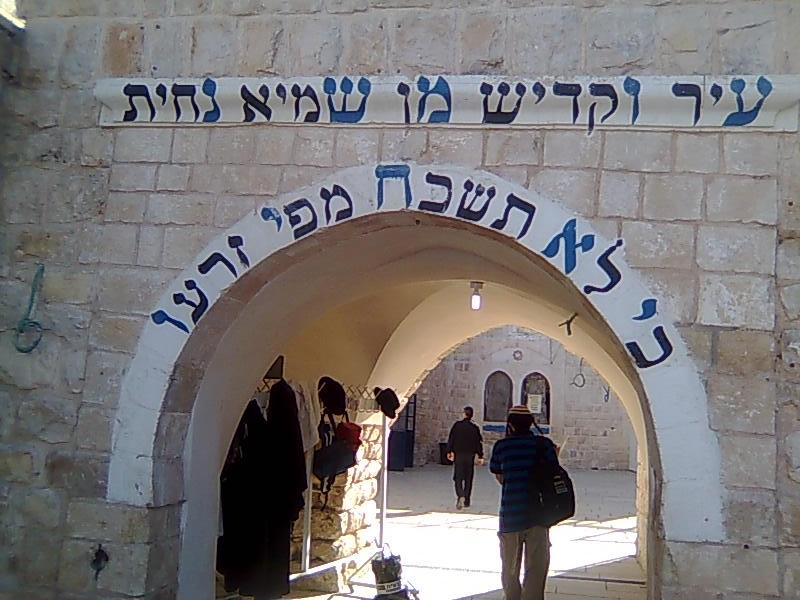
Tomba Ohel di Shimon bar Yochai

Idra, che significa aia (luogo di trebbiatura) in aramaico, è un'opera cabalistica inclusa in alcune stampe dello Zohar e fu probabilmente scritta e inserita nel corpo principale dello Zohar in tarda data. Studiosi contemporanei credono che l'Idra risalga alla terza generazione della letteratura zoharica, che produsse anche il Tikunei haZohar, il Ra'aya Meheimna e altro materiale affine. Il corpo principale dello Zohar, o guf ha-zohar, risale alla seconda generazione del testo zoharico.
In effetti esistono due testi della letteratura zoharica intitolati Idra: il primo testo è chiamato Idra Rabba (in ebraico אדרא רבא‎? "Grande Assemblea"), o "Idra maggiore", e il secondo è chiamato Idra Zuta (in ebraico אדרא זוטא‎? "Assemblea Minore"), o "Idra minore", uno intimamente connesso all'altro.
La storia degli Idroth è la seguente:
- Idra Rabba (Zohar 3:127b-145a): Rabbi Shimon bar Yohai si incontra con altri nove studiosi radunandosi nel sacro אִדְרָא, o campo della trebbiatura ("Aia"), e trebbiano segreti.[2] Ciascuno degli studiosi espone varie configurazioni dei partzufim e tre di loro muoiono d'estasi.
- Idra Zuta (Zohar 3:287b-296d): Anni dopo, al capezzale di RASHB"I, sette studiosi ancora in vita giunsero al suo letto, insieme all'intera schiera celeste. Da solo, Shimon spiega le configurazioni dei partsufim, pertanto la sua opera è più consolidata. RASHB"I vacilla tra questo mondo e l'aldilà ed esorta i suoi studenti a celebrare la sua dipartita quel giorno come un Yom Hillula (matrimonio),[3] poiché avrebbe riunito messianicamente le Luci divine immanenti e trascendenti della Creazione. L'Idra Zuta è considerato l'insegnamento più profondo dello Zohar.[4]

Nell'edizione stampata standard dello Zohar, Idra Rabba è pubblicato nella parashah Naso e Idra Zuta è pubblicata nella parashah Haazinu.

## Sistematizzazione lurianica dei Partzufim
La Cabala lurianica del XVI secolo organizzò i Partzufim zoharici rimaneggiando l'intero schema cabalistico. In un'occasione, registrata da Chaim Vital, Isaac Luria radunò i suoi studenti nella località tradizionale dell'Assemblea Idra Rabba vicino a Meron (Israele), situando ciascuno di loro nel luogo designato dalle rispettive reincarnazioni dei discepoli di RASHB"I (Shimon bar Yohai). Facendo così, si identificò con lo stesso Shimon bar Yohai.